# Dorgoș, Arad
Dorgoș (in maghiară Dorgos) este un sat în comuna Ususău din județul Arad, Banat, România.

## Legături externe

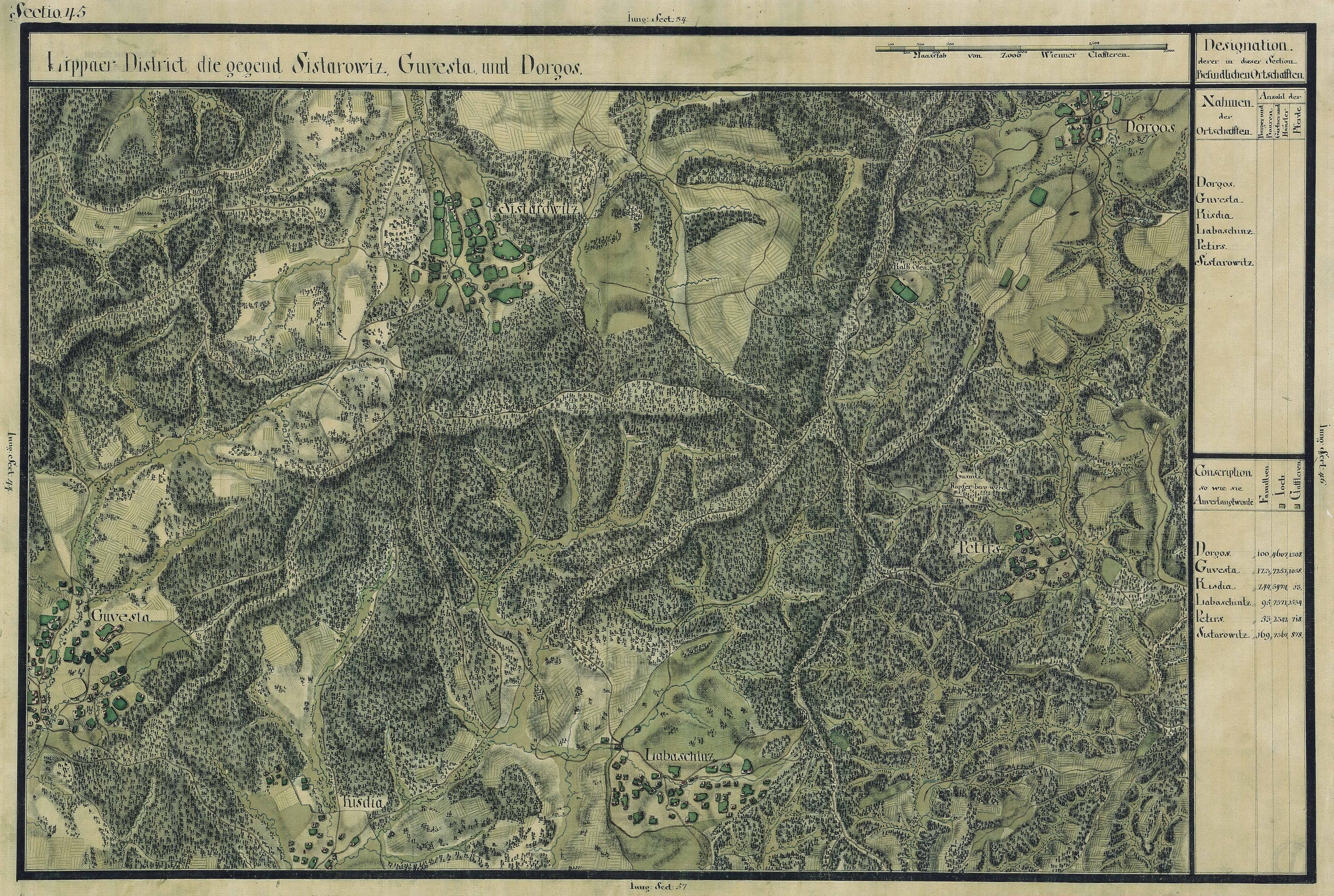
Dorgoș în Harta Iosefină a Banatului, 1769-72